# جيمس إم. بيرني
جيمس إم. بيرني هو دبلوماسي ومحامي وقاضي وسياسي أمريكي، ولد في 17 يونيو 1817 في دانفيل في الولايات المتحدة، وتوفي في 8 مايو 1888 في باي سيتي في الولايات المتحدة. نشط حزبياً في الحزب الجمهوري. وقد انتخب سفير وانتخب عضو مجلس ولاية ميشيغان ‏.